# Condado de Durham (Carolina do Norte)
O Condado de Durham é um dos 100 condados do estado americano da Carolina do Norte. A sede do condado é Durham, e sua maior cidade é Durham. O condado possui uma área de 777 km² (dos quais 19 km² estão cobertos por água), uma população de 223 314 habitantes, e uma densidade populacional de 297 hab/km² (segundo o censo nacional de 2000). O condado foi fundado em 1881.